# Megáll az idő
Megáll az idő é um filme de drama húngaro de 1982 dirigido e escrito por Péter Gothár. Foi selecionado como representante da Hungria à edição do Oscar 1983, organizada pela Academia de Artes e Ciências Cinematográficas.

## Elenco
- Anikó Iván - Szukics Magda
- István Znamenák - Dini
- Péter Gálfy - Wilman Péter
- Henrik Pauer - Gábor
- Sándor Söth - Pierre
- Ágnes Kakassy - Anya
- Lajos Öze - Bodor
- Pál Hetényi - Apa